# Pavol Majling
Pavol Majling (13. června 1911 Banská Bystrica-Rudlová – 15. února 1984 Bratislava) byl slovenský a československý politik Komunistické strany Slovenska, poúnorový poslanec Národního shromáždění ČSR, Národního shromáždění ČSSR Slovenské národní rady a Sněmovny lidu Federálního shromáždění, diplomat a ministr vlád Československa. V roce 1968 představitel kolaborační prosovětské ultralevice v KSČ, později odstraněn z funkcí.

## Biografie
Vystudoval obchodní akademii v Banské Bystrici, v letech 1930–1948 v tomto městě pracoval v městské spořitelně. V roce 1948 byl ředitelem Okresní spořitelny a záložny v Banské Bystrici. Za druhé světové války se podílel na odboji a byl účastníkem Slovenského národního povstání, přičemž působil jako pobočník velitele partyzánských jednotek v Banské Bystrici.
Po druhé světové válce se angažoval politicky a zastával vedoucí pozice ve slovenské i československé komunistické straně. V letech 1946–1962 se uvádí jako člen Ústředního výboru Komunistické strany Slovenska, přičemž v tomto období zastával navíc i posty člena revizní komise KSS nebo člena byra ÚV KSS. X. sjezd KSČ ho také zvolil kandidátem Ústředního výboru Komunistické strany Československa. XI. sjezd KSČ a XII. sjezd KSČ ho zvolil členem ÚV KSČ.
K roku 1954 se profesně uvádí jako pověřenec a předseda Slovenského plánovacího úřadu. V období březen 1953 – srpen 1954 zastával post pověřence financí v 10. Sboru pověřenců, od srpna 1954 v něm přešel na pozici pověřence – předsedy Slovenského úřadu plánovacího. Funkci pověřence a předsedy Slovenského plánovacího úřadu si uchoval i v 11. Sboru pověřenců a ve 12. Sboru pověřenců, ve kterém navíc zastával funkci 1. místopředsedy Sboru pověřenců. I po zrušení Snoru pověřenců coby kolektivního orgánu byl do září 1961 místopředsedou SNR a předsedou Slovenské plánovací komise.
V roce 1956 se podílel na projednávání mírných změn kompetencí Sboru pověřenců a SNR v souvislosti s jistým politickým uvolněním.
Byl členem vlád Československa. V třetí vládě Viliama Širokého byl v letech 1960–1961 ministrem bez portfeje a pak v letech 1961–1963 Ministr – předseda Ústředního úřadu státní kontroly a statistiky (tedy fakticky předseda Státního statistického úřadu). Tuto funkci pak zastával až do roku 1967 i v následující vládě Jozefa Lenárta. Podílel se na koncepci poválečné industrializace Slovenska. Působil i v diplomacii jako československý velvyslanec v Bulharsku a Řecku. Zasedal v předsednictvu Slovenské národní rady.
Dlouhodobě zasedal v nejvyšších zákonodárných sborech. Ve volbách roku 1954 byl zvolen do Slovenské národní rady. Opětovně byl do SNR zvolen ve volbách roku 1960. Zároveň byl ve volbách roku 1954 zvolen do Národního shromáždění za KSS ve volebním obvodu Malacky-Bratislava-okolí. Mandát získal i ve volbách v roce 1960 (nyní již jako poslanec Národního shromáždění ČSSR za Středoslovenský kraj, podílel se na přípravě nové ústavy z roku 1960) a volbách v roce 1964. V Národním shromáždění zasedal až do konce jeho funkčního období v roce 1968.
Jeho kariéra pokračovala i po invazi vojsk Varšavské smlouvy do Československa za nastupující normalizace. Po federalizaci Československa usedl roku 1969 za KSS do Sněmovny lidu Federálního shromáždění (volební obvod Zvolen). V parlamentu setrval do konce jeho funkčního období, tedy do voleb v roce 1971.
Patřil, jako jeden z mála Slováků, k okruhu kolaborační konzervativní ultralevice – takzvaná Levá fronta. Tato skupina se profilovala ještě radikálněji na obhajobu konzervativního pojetí socialistické společnosti než Vasil Biľak, který sám Majlinga nesnášel (jak uvádí historik Jan Rychlík). V srpnu 1968 odmítl coby československý velvyslanec v Sofii splnit pokyn československé vlády, aby bulharským úřadům předal formální protest proti okupaci. Když po nástupu normalizace získal za odměnu post velvyslance ČSSR v Řecku. Biľak ale v roce 1970 zařídil jeho odvolání. Bylo proti němu vzneseno obvinění ze spolupráce s francouzskou tajnou službou a Majling byl roku 1974 vyloučen z KSČ. Obvinění se neprokázalo, nicméně bývalý vlivný politik skončil jako penzista.